# Municipio de Waverley
Waverley es un distrito no metropolitano con el estatus de municipio, ubicado en el condado de Surrey (Inglaterra). 

## Geografía
Según la Oficina Nacional de Estadística británica, Waverley tiene una superficie de 345,17 km². Limita al norte con Guildford, al este con Mole Valley, al sur con Sussex Occidental y al oeste con Hampshire.

## Demografía
Según el censo de 2001, Waverley tenía 115 665 habitantes (48,5% varones, 51,5% mujeres) y una densidad de población de 335,1 hab/km². Según su grupo étnico, el 97,39% de los habitantes eran blancos, el 0,83% mestizos, el 0,74% asiáticos, el 0,31% negros, el 0,42% chinos, y el 0,3% de cualquier otro. El cristianismo era profesado por el 76,34%, el budismo por el 0,25%, el hinduismo por el 0,21%, el judaísmo por el 0,19%, el islam por el 0,52%, el sijismo por el 0,04%, y cualquier otra religión por el 0,31%. El 15,4% no eran religiosos y el 6,74% no marcaron ninguna opción en el censo.